# Daniele Meucci
Daniele Meucci, född 7 oktober 1985, är en italiensk friidrottare som tävlar i långdistanslöpning.